# Hardy Kettlitz
Hardy Kettlitz (* 2. September 1966 in Angermünde) ist ein deutscher Journalist, Verleger, Sachbuchautor und Musiker.
Kettlitz wuchs im Ost-Berliner Bezirk Treptow, im Ortsteil Johannisthal, auf. In seiner Jugend besuchte er eine Astronomie-AG in der Archenhold-Sternwarte.

## Wirken
Kettlitz gehört zu den Gründungsmitgliedern des 1985 in der DDR gegründeten Science-Fiction-Club-Clubs Andymon. Darüber hinaus war er seit 1987 Herausgeber des ersten offiziell offsetgedruckten DDR-Fanzines tranSFer. Er war lange Zeit Mitarbeiter und Chefredakteur des Science-Fiction-Magazins Alien Contact, für das er mehr als 300 Rezensionen und zahlreiche Artikel schrieb und Interviews führte. Seit 1994 gibt er die Reihe SF Personality heraus, für die er, teils gemeinsam mit Christian Hoffmann und anderen, u. a. Ausgaben über Edmond Hamilton, Ray Bradbury, Isaac Asimov, Robert A. Heinlein, Robert Sheckley, Fritz Leiber, Clifford D. Simak und Cordwainer Smith verfasste. 2015 gründete er innerhalb des Golkonda-Verlages das Imprint Memoranda, aus dem 2020 der Memoranda Verlag hervorging. Dort erschien in drei Teilen seine Darstellung der Hugo Awards, in denen er nicht nur die ausgezeichneten Werke und Preisträger von 1953 bis 2017, sondern auch Illustratoren, Herausgeber, Podcasts und Fans porträtiert. Für die Chefredaktion von 42 Ausgaben des Alien Contact und der Alien-Contact-Buchreihe, die Herausgabe der Reihe SF Peronality und die Organisation der Berliner Tage der Fantasie wurde er 2002 mit dem Sonderpreis des Kurd-Laßwitz-Preises ausgezeichnet.
Seit Ende 2020 moderiert er gemeinsam mit Dominik Irtenkauf den Science-Fiction-Podcast Memoranda.

## Musik
Kettlitz widmet sich seit den 1980er Jahren auch der elektronischen Musik. Hier fühlte er sich früh von Isao Tomita inspiriert.

### Diskografie
- Dying Earth
- Gates of Time